# Priapúlids
Els priapúlids (Priapulida, del grec πριάπος, priāpos 'Priapus' i del llatí. -ul-, diminutiu) o priàpuls (Priapula) són un embrancament de cucs marins pseudocelomats amb una probòscide o trompa espinosa extensible. Viuen soterrats a fons sorrencs o fangosos, en els que excaven galeries amb la seva trompa. Rarament superen els 15 cm de longitud, exceptuant Halicryptus higinsi que pot arribar als 39 cm. Es coneixen 18 espècies de priapúlids.
Els priapúlids fòssils es remunten fins al Cambrià mitjà on devien ser grans depredadors. Els seus parents més propers probablement són els Kinorhyncha i Loricifera amb els quals constitueix el grup Scalidophora. Conjuntament amb els artròpodes i els nematodes i altres fílums menors formen el clade dels ecdisozous.

## Morfologia
La mida dels priapúlids oscil·la entre 5 mm i 40 cm. El cos és vermiforme i cilíndric; es divideix en dues regions, la trompa i el tronc. La trompa presenta papil·les cutànies disposades en línies meridianes i forts ganxos que envolten la boca, té una gran capacitat contràctil i pot invaginar-se i evaginar-se, mètode que utilitza l'animal per a excavar galeries. El tronc no està metameritzat però la cutícula està marcada superficialment per un nombre d'anells que oscil·la entre 30 i 100; presenta nombrosos tubercles, de probable funció tàctil, i espines. El tronc acaba en un plomall caudal, de funció respiratòria i segurament també quimioreceptora, en el qual s'obre l'anus en posició quasi dorsal. Quan l'animal s'enterra deixa només a l'exterior aquests apèndixs caudals.

## Anatomia i fisiologia
Els priapúlids tenen una cutícula quitinosa que muden periòdicament. A partir d'aquesta cutícula es desenvolupen les escàlides, espines i dents de l'introvert i la faringe, així com els guarniments del tronc. L'epidermis és uniestratificada i té moltes cèl·lules glandulars. Sota d'ella hi ha dues capes musculars, una circular externa i una altra longitudinal interna.
La cavitat general del cos va ser interpretada per alguns zoòlegs com un celoma autèntic en estar revestida d'endoteli, que cobreix les vísceres, que va ser interpretat com a peritoneu; però sembla que es tracta d'un pseudoceloma, entre altres coses perquè l'endoteli no és ciliat (a diferència del dels celomats); està plena de líquid que conté amebòcits i en algunes espècies corpúscles amb hemeritrina (proteïna responsable del transport d'oxigen). No tenen ni aparell circulatori o respiratori.
L' aparell digestiu és complet, rectilini i està dividit en tres zones (anterior, mitja i posterior), en les que la primera i l'última estan revestides per cutícula i formen, respectivament, un estomodeu i un proctodeu. La boca es comunica amb un tub bucal que va cap a la faringe (que és evaginable i té dents cuticulars). A continuació hi ha l'esòfag que conté una sèrie de vàlvules de naturalesa muscular. L'aliment segueix el recorregut per l'intestí, amb moltes microvellositats per tal d'augmentar la superfície d'absorció, arribant al recte i desembocant a l'anus.
El sistema nerviós, que reté la connexió primitiva amb l'ectoderma, consta d'un collar perifaringi, amb ganglis cerebroides dorsals, i una única corda longitudinal mig-ventral amb indicis de metamerització, que acaba en un gangli caudal. De la corda nerviosa ventral surt una sèrie de nervis anulars que envolten l'intestí mitjà. També hi ha un plexe intraepidèrmic dorsal. Els òrgans sensorials estan poc desenvolupats, limitant-se a papil·les epidèrmiques.
Els aparells excretor i reproductor estan fusionats formant un parell d'òrgans disposats a ambdós costats de l'intestí, fet característic dels priapúlids. Aquests òrgans urogenitals consten d'una part excretora amb protonefridis vertaders (cèl·lules excretores de tipus solenòcit) i una part genital; s'obren al recte directament a l'exterior a través d'un conducte evacuador o uroducte que actua com a nefroducte o gonoducte.

## Biologia

### Alimentació
Els priapúlids són depredadors i utilitzen la trompa per a inspeccionar el terreny i capturar petits invertebrats.

### Hàbitat
Els priapúlids viuen preferentment en aigües fredes, tant àrtiques com antàrtiques, tot i que algunes espècies viuen en mars temperats. Viuen a fons fangosos o sorrencs, des de zones intermareals fins a milers de meters de fondària.

### Reproduccióidesenvolupament
Els sexes estan separats i la fecundació és externa. La segmentació és total, i no espiral, sinó radial, fet que diferencia els priapúlids dels sipúnculs. La segmentació origina una celoblàstula; la gastrulació es dona per invaginació, es dona una estereogàstrula. Finalment es forma una larva molt especialitzada, amb plaques cuticulars, un peu posterior i tubs adhesius, que recorda a un rotífer. Aquesta larva cau al fons i és detritívora.

## Sistemàtica i filogènesi
La cavitat general del cos va ser interpretada per alguns zoòlegs com un celoma autèntic pel que els priapúlids van ser situats propers als sipúnculs i equiúrids.
La tendència actual és relacionar-los amb els embrancaments pseudocelomats, concretament amb els cinorrincs i loricífers, amb els quals formaria el clade Cephalorhyncha o Scalidophora.

### Classificació

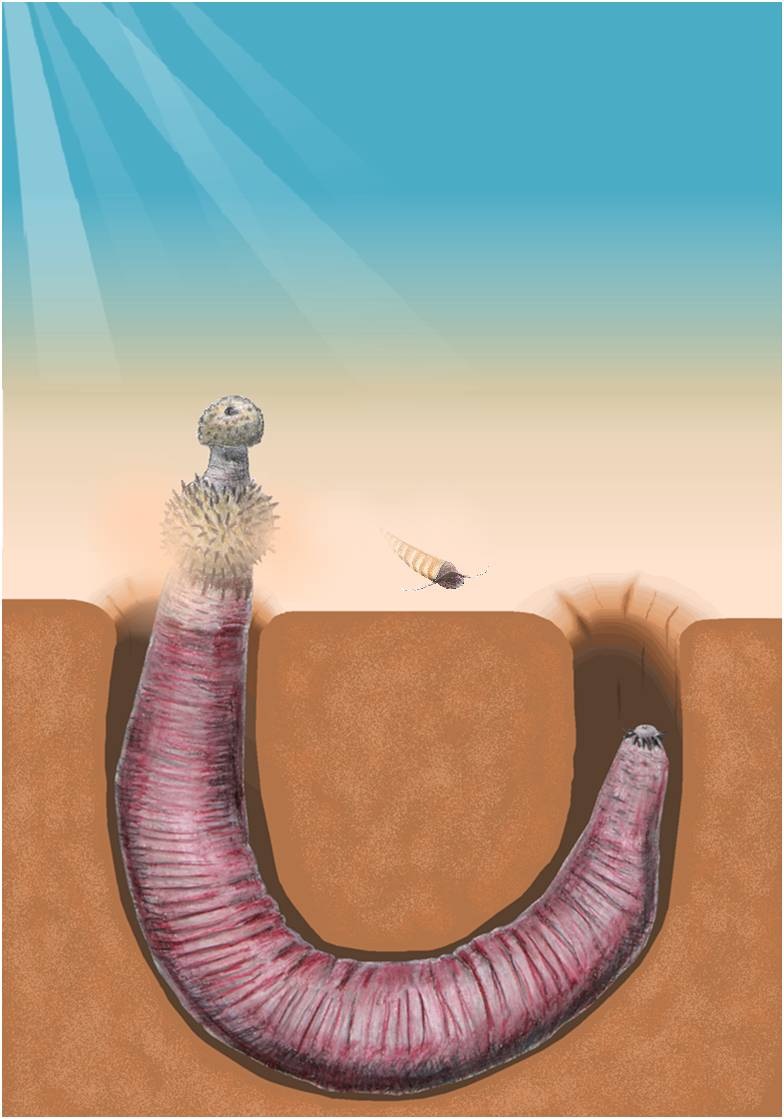
Il·lustració dOttoia, un priapúlid extint del Cambrià.

Embrancament Priapulida
- Classe Archaeopriapulida †
  - Família Ottoiidae †
    - Gènere Ancalagon †
    - Gènere Fieldia †
    - Gènere Lecythioscopa †
    - Gènere Ottoia †
    - Gènere Scolecofurca †
    - Gènere Selkirkia †

  - Família Louisellidae †
    - Gènere Anningvermis †
    - Gènere Corynetis †
    - Gènere Louisella †

- Classe Halicryptomorpha
  - Ordre Halicryptomorphida
    - Família Halicryptidae
      - Gènere Halicryptus
- Classe Priapulimorpha
  - Ordre Priapulimorphida
    - Família Priapulidae
      - Gènere Acanthopriapulus
      - Gènere Priapulopsis
      - Gènere Priapulus

    - Família Tubiluchidae
      - Gènere Meiopriapulus
      - Gènere Tubiluchus
- Classe Seticoronaria
  - Ordre Seticoronarida
    - Família Maccabeidae
      - Gènere Maccabeus